# Mads Christensen (Radsportler)
Mads Christensen (* 6. April 1984) ist ein dänischer Radrennfahrer.

## Werdegang
Als Junior gewann Christensen sechs dänische Meistertitel, darunter fünf auf der Bahn in den Disziplinen Zweier-Mannschaftsfahren, Einerverfolgung, Mannschaftsverfolgung und 1-km-Zeitfahren sowie auf der Straße im Einzelzeitfahren. Bei der Elite gewann er 2001 die Titel im Zweier-Mannschaftsfahren, in der Einerverfolgung und der Mannschaftsverfolgung.
Er gewann 2003 den dänischen U23-Meistertitel im Straßenrennen und 2004 im Einzelzeitfahren. Bei den Weltmeisterschaften 2004 in Verona wurde er im U23-Straßenrennen Dritter hinter Kanstanzin Siuzou und Thomas Dekker.
2005 erhielt er seinen ersten Vertrag bei einem UCI ProTeam, der belgischen Mannschaft Quick Step-Innergetic, für die er den Giro d’Italia 2005 bestritt und auf Platz 142 beendete. Nach einigen Jahren bei kleineren Mannschaften unterzeichnete er 2011 einen Vertrag beim dänischen ProTeam Saxo Bank, für das er bis zum Ablauf der Saison 2013 fuhr und eine Etappe der Flèche du Sud 2010 und die Bergwertung der Baskenland-Rundfahrt 2012 gewann. Außerdem beendete er die Vuelta a España 2011 als 160. und den Giro d’Italia 2013 als. 126.

## Erfolge
2001
- Dänischer Meister – Zweier-Mannschaftsfahren, Einerverfolgung, Mannschaftsverfolgung

2003
- Dänischer Meister – Straßenrennen (U23)

2004
- Dänischer Meister – Einzelzeitfahren (U23)
- Weltmeisterschaft – Straßenrennen (U-23)

2010
- eine Etappe Flèche du Sud

2012
- Bergwertung Baskenland-Rundfahrt